# Apiocera asilica
Apiocera asilica är en tvåvingeart som beskrevs av John Obadiah Westwood 1835. Apiocera asilica ingår i släktet Apiocera och familjen Apioceridae. Inga underarter finns listade i Catalogue of Life.